# Imida

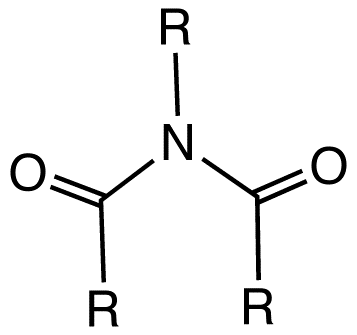
Forma geral de uma imida

Em química orgânica, imida é o grupo funcional caracterizado por duas carbonilas ligadas ao mesmo nitrogênio. Assim como uma amida substituída é o análogo de um éster em que o oxigênio é substituído por um nitrogênio, a imida é o análogo de um anidrido de ácido carboxílico.